# Curse of the Fly
Curse of the Fly (bra: A Maldição da Mosca) é um filme britânico de 1965, dos gêneros drama, terror e ficção científica, dirigido por Don Sharp.

## Elenco
- George Baker como Martin Delambre
- Brian Donlevy como Henri Delambre
- Carole Gray como Patricia Stanley
- Burt Kwouk como Tai
- Yvette Rees como Wan
- Michael Graham como Albert Delambre
- Charles Carson como inspetor Charas
- Jeremy Wilikins como inspetor Ronet
- Rachel Kempson como madame Fournier